# Bathyglycinde mexicana
Bathyglycinde mexicana är en ringmaskart som beskrevs av Fauchald 1972. Bathyglycinde mexicana ingår i släktet Bathyglycinde och familjen Goniadidae. Inga underarter finns listade i Catalogue of Life.